# 센고쿠하라촌
센고쿠하라촌(일본어: 仙石原村)은 일본 가나가와현의 서부, 아시가라시모군에 속했던 촌이다. 현재의 하코네정에 해당한다.

## 역사
- 1889년 4월 1일 - 정촌제 시행에 의해 아시가라시모군 센고쿠하라촌이 성립하였다.
- 1956년 9월 30일 - 온센촌, 미야기노촌, 유모토정과 신설합병해, 새로운 하코네정이 성립하여, 동일 센고쿠하라촌은 폐지되었다.

## 교통

### 도로
- 현도 하코네 고텐바선 - 현재의 국도 138호선
- 현도 센고쿠하라 모토하코네선 - 현재의 가나가와현 도로 제75호선 유가와라 하코네 센고쿠하라선
- 현도 센고쿠하라 산키타선 - 현재의 가나가와현 도로 제731호선 야쿠라자와 센고쿠하라선

## 참고 문헌
- 角川日本地名大辞典編纂委員会,『角川日本地名大辞典 神奈川県』1984, 角川書店